# Râul Valea Frumoasă, Borumlaca
Râul Valea Frumoasă este un curs de apă, afluent al râului Borumlaca. 